# London's Trafalgar Square
London's Trafalgar Square é um filme mudo britânico de curta-metragem, dirigido por Wordsworth Donisthorpe e William Carr Crofts em 1890. Com cerca de 10 frames por segundo com uma moldura oval ou circular em filme celuloide usando a câmera 'kinesigraph', mostra o tráfego em Trafalgar Square, Londres.Os dez quadros sobreviventes são o filme mais antigo conhecido com imagens da cidade.